# Costa Coulentianos
 (juin 2021).
Costa Coulentianos est un sculpteur franco-grec, né le 21 décembre 1918 à Athènes et mort le 4 septembre 1995 à Arles dans le département des Bouches-du-Rhône.

## Biographie
Costa Coulentianos naît le 21 décembre 1918 à Athènes où il entreprend des études à l’École des beaux-arts qu’il termine en 1940. Il sera ensuite soldat volontaire dans la guerre d’Albanie, de 1940 à 1945, il lutte ensuite dans les rangs de la résistance grecque contre le nazisme. 
Ayant obtenu une bourse de la France, il vient s'installer à Paris dès 1945. 
En 1947 il rencontre Henri Laurens, ami de Braque, qui aura une influence considérable sur l’œuvre de l’artiste.
En 1950 il réalise des papiers collage avec pour objectif d’en faire des tapisseries un jour. Il commence ensuite à travailler la matière, notamment le plomb puis l’acier.
Il est alors mêlé aux mouvements picturaux de son époque, fréquente l’atelier de Zadkine et participe à de nombreux salons comme le Salon de mai, le Salon de la jeune sculpture ou l’exposition internationale de sculpture contemporaine au musée Rodin à Paris en 1956.
Grâce à sa notoriété grandissante, il est l’ami de Manessier, Magnelli, Pignon, Le Moal, Soulages, Singier, Jacobsen[Lequel ?], Raoul Ubac…
En 1957 il obtient un contrat avec la Galerie de France qui regroupe les « grands » et que l’on appellera plus tard « les artistes des années cinquante ». 
Les thèmes principaux de son œuvre sont le corps et le visage de femmes et des thèmes aériens comme des oiseaux. Cependant c’est un artiste ayant travaillé aussi bien la sculpture, son domaine de prédilection, mais également l’aquarelle, l’architecture, les lithographies et le dessin ou encore la fabrication de meubles ou de bijoux. Il est à la recherche permanente de lumière et d’espace.
En 1961 il rencontre Roger Vailland par l’intermédiaire de la Galerie de France qui apprécie son travail. Comme il se plaignait du manque de place, de ses difficultés à créer de grandes sculptures dans son atelier parisien, beaucoup trop petit, Roger Vailland, qui venait d'acquérir une de ses œuvres, lui proposa de venir s'installer dans son village de l'Ain et de faire son atelier dans une grange qu'il venait d'acheter. C'est ainsi que Costa et sa compagne vécurent à Meillonnas,. Son ami écrira de lui : « il s’exprime avec le métal comme un poète avec les mots ».
Sa première exposition personnelle en galerie a lieu en 1962. Il fait, pour l’occasion, connaissance avec de grands peintres, sculpteurs et écrivains[Qui ?].
L’artiste fut forcé de quitter son atelier et ses œuvres allaient devenir publiques. En effet c’était son ami Roger Vailland qui le laissait loger chez lui. Pour éviter cela, Coulentianos s'installa dans sa maison-atelier de Chavannes-sur-Reyssouze, construite de ses propres mains. 
Les œuvres de Costa Coulentianos ponctuent le département de l'Ain où l'artiste s'était installé durant 18 ans et a réalisé de nombreuses sculptures de grande dimension. Une exposition à Pont-de-Vaux, organisée à l'initiative du musée Chintreuil et de l'Association des Arts Pontévallois, a permis de réaliser une rétrospective dans une des salles du musée Chintreuil et sur les bords de la Reyssouze jusqu'au port de plaisance.
Il a enseigné l'art de la sculpture en 1975-1976 aux Arts décoratifs de Paris.
Dans les années 1980, il déménagea pour s'installer à Plan-d'Orgon dans les Bouches-du-Rhône, où il enseignera à l’école des Beaux-Arts, un paysage qui lui rappelait plus certainement ses origines grecques.
Durant la dernière partie de sa vie, il transmit son savoir à l'artiste suisse Patrice Stellest, en formant ce dernier aux techniques de soudure du métal neuf. 
Il meurt, à Arles, le 4 septembre 1995 à l'âge de 76 ans.
Aujourd’hui il est exposé dans des lieux publics, des musées et des collections de particuliers en France et dans le monde.

## Œuvres
- La série Nouvelle Génération, réalisée entre 1979 et 1982 dont il a choisi certaines pièces pour représenter la Grèce lors de la Biennale de Venise en 1980. Ce sont pour l'essentiel des œuvres de dimension modeste, à la fois légères et dynamiques, travail du sculpteur sur la lumière et l'espace.
- Série sérigraphique sur papier sans titre, signée en bas à droite, numérotée en bas à gauche.
- L'envol : l'oiseau, 1967, acier, parc des Berges de l'Isère, Grenoble.
- Œuvres exposées à la Magen gallery :

## Liste de ses expositions
- 2008 : Medusa Gallery, Athènes
- 2002 : Musée Chintreuil, Pont de Vaux, Ain
- 1997 : Couvent des Cordeliers, Paris
- 1992 : Centre culturel Geni Tzami, Salonique, Grèce et Musée d'art moderne de Santiago du Chili
- 1991 : Le Centre contemporain d'art Ileana Tounta, Athènes, Grèce et Golf de Saint-Rambert d'Albon, Drôme, France
- 1989 : Le Centre d'art Van Gogh (Musée Estrine), Saint-Rémy-de-Provence, France et la Galerie de la Gare, Bonnieux, Vaucluse, France
- 1986 : Galerie Zoumboulakis, Athènes, Grèce
- 1984 : La Galerie d'art Medousa, Athènes, Grèce
- 1983 : L'institut français, Salonique, Grèce
- 1982 : Biennale de Venise, Venise, Italie
- 1980 : Inter-bureau, Lyon, France
- 1975 : Nοëlla Gest Gallery, Saint-Rémy-de-Provence, France
- 1974 : The Art Gallery, Athènes, Grèce
- 1973 : Galerie Nicole Fourrier, Lyon, France
- 1972 : Centre culturel de Chalon-sur-Saône, France
- 1971 : Galerie Historique, Nyon, Suisse
- 1969 : Théâtre du Huitième, Lyon, France
- 1965: Merlin Gallery, Athènes, Grèce
- 1964 : Biennale de Venise, Venise, Italie et Bertha Schaeffer Gallery, New York, États-Unis
- 1963 : Atelier Sopho, Lyon, France
- 1962 : Galerie de France, Paris, France
- 1955-56 : Pain Gallery et Obèlisk Gallery, Londres, Angleterre
- 1952 : Par Monts et par Vaux, Casablanca, Maroc